# کنسرتو گروسو

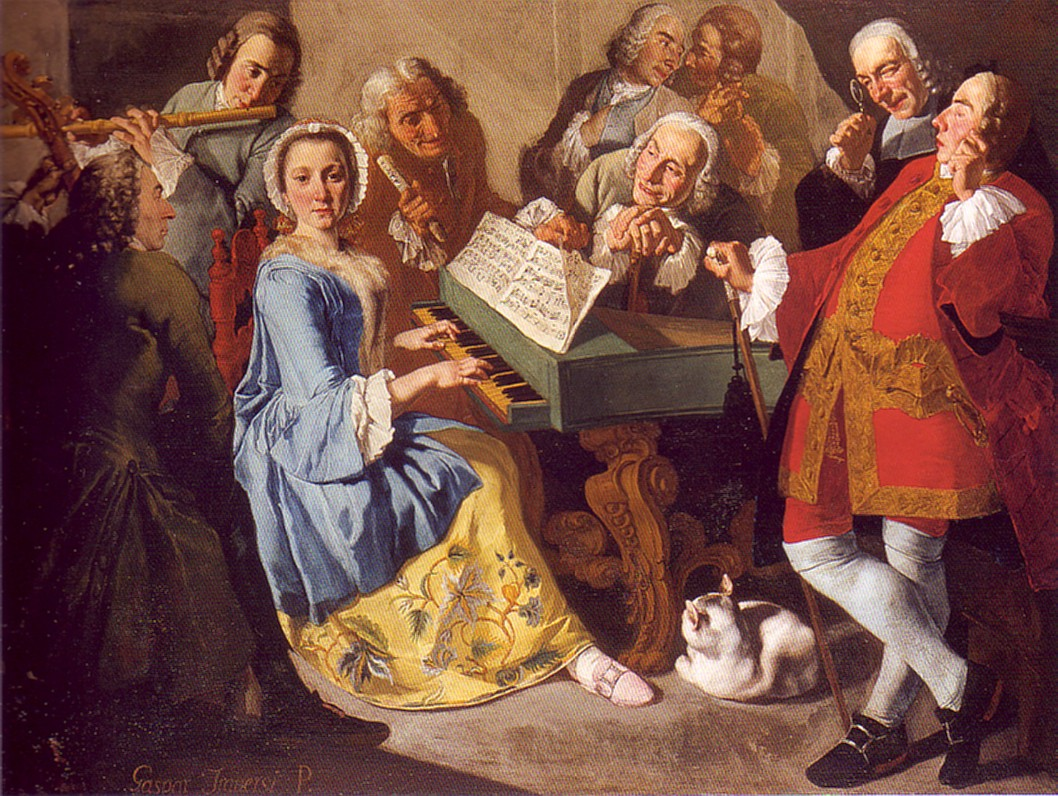
نگاره کنسرتو: تنها شما از دوران باروک

کنسرتو گروسو یا کنچـِرتو گروسو (به ایتالیایی: concerto grosso) (معنای ایتالیایی: کنسرتِ بزرگ) فرمی از موسیقی باروک است که در آن زمان به وجود آمده‌است. این فرم بسیار شبیه به کنسرتو است، که بعد از کنسرتو گروسو توسعه یافت و بسیار مقبول‌تر شد. از نقاط برجسته آن گروه کوچک تکنوازان اجراکننده آن در مقابل یک ارکستر کامل است. این گروه کوچک معمولاً شامل دو ویولن، فاگوت و همچنین سازهای بادی بود. گروه دیگر که کمی بزرگتر بود شامل سازهای زهی نیز می‌شد.
استفاده از این فرم در دوران کلاسیک کاهش یافت ولی در دوران رومانتیک و مدرن آهنگسازان دوباره آن را احیا کردند.

## برخی از آهنگسازان کنسرتو گروسو[۱][۳]
- آلساندرو استرادلا
- آرکانجلو کورلی

- آنتونیو ویوالدی
- یوهان سباستیان باخ
- جرج فردریک هندل
- ایگور استراوینسکی
- فیلیپ گلس
- رالف وان ویلیامز